# Louis Coulon (abbé)
Pour l’article homonyme, voir Louis Coulon de Villiers.
Pour les articles homonymes, voir Louis Coulon et Coulon.
L'abbé Louis Coulon, né en 1605 à Poitiers et mort en 1664, est un géographe et historien français, principalement sur la base de traductions et compilations d'autres auteurs.

## Biographie
Auteur de nombreux ouvrages tant sur l'histoire que sur la géographie, il est surtout un compilateur et un traducteur. Ainsi son Rivières de France est, de son propre aveu selon Triboulet, essentiellement une traduction du Decriptio Fluminum Galliae de Masson (1618). De même l'Ulysse français (1643) est une traduction, non avouée celle-là, de l'Ulysses belgico-gallicus d'Abraham Gölnitz de 1631. Il traduit de l'italien une Histoire de la Chine (1645) du père Álvaro Semedo et du latin une histoire des papes. Il réorganise l'agencement du Traité de la sphère de Gaston de Renty, auquel il rajoute une dose notable de ses habituels élans dithyrambiques, exhibitions de sa culture et, dans ce cas précis, des élucubrations astrologiques - les unes et les autres bien contraires à l'esprit de Renty. Mais Coulon a le mérite de faire évoluer Renty vers moins de rigidité : par exemple le « Nous avons prouvé que le ciel était rond » de Renty en 1639 devient en 1645, avec l'intervention de Coulon, un supposé moins affirmatif ; Coulon fait même en sorte que Renty en vienne à dire l'opposé de ses postulats originels : ainsi, la terre qui était « simple », « solide » et « fixe » en 1639 devient « fluide », « pénétrable » et « sujette aux changements » en 1645 — ce qui représente pour Renty une évolution considérable, voire un retournement, à la fois dans le processus de pensée et dans la vision du monde.
Ces années 1640 sont ses plus prolifiques : outre les titres déjà cités, il publie aussi le Lexicon homericum (1643, une explication du vocabulaire d'Homère) ; Histoire des Israélites (1644) ; Le trésor de l'histoire de France ; (1645) ; et Les voyages fameux du Sieur Vincent Le Blanc (1648). D'autres titres suivent dans les années 1650 (voir ci-dessous).
Autre point notable chez Coulon : une première esquisse de minéralogie en tant qu'ancêtre de la géologie ; dans Les rivières de France de 1644, il fait une distinction entre régions cristallines et régions sédimentaires.

## Publications
- [1643] (la) Lexicon homericum, Paris, Sébastien Cramoisy, 1643, 452 p. (présentation en ligne).
- [1643] L'Ulysse françois ou Le voyage de France, de Flandre et de Savoye, Paris, libr. Gervais Clouzier, 1643, 616 p., sur gallica (lire en ligne).
- Les rivières de France
  - [1644] Les rivières de France, ou Description géographique et historique du cours et débordement des fleuves, rivières, fontaines, lacs et estangs qui arrousent les provinces du royaume (Première partie), Paris, libr. Gervais Clouzier, 1644, 579 p., sur gallica (lire en ligne).
  - [1644] Les rivières de France, ou Description géographique et historique du cours et débordement des fleuves, rivières, fontaines, lacs et estangs qui arrousent les provinces du royaume (Deuxième partie), Paris, libr. Gervais Clouzier, 1644, 595 p., sur gallica (lire en ligne).
- [1644] Histoire des Israélites, contenant les Antiquités judaïques, depuis la création du monde jusqu'à l'empire de Titus, avec l'ordre, la suite et le nom des grands-prêtres depuis Aaron jusqu'à l'entière destruction de la ville et du temple de Jérusalem (3 vol.), Paris, Gervais Clouzier, 1644 (réimpr. , 1665), sur https://gallica.bnf.fr (présentation en ligne).
- [1645] Le trésor de l'histoire de France réduit par tiltres et lieux communs, divisé en deux parties : la première, composée par G. C., augmentée et enrichie… par Louis Coulon ; avec l'Histoire des rois de France, & leurs portraits, Paris, libr. François Clouzier, 1645, 690 p., sur gallica (lire en ligne).
- [1648] Les voyages fameux du Sieur Vincent Le Blanc marseillois, qu'il a faits, depuis l'âge de douze ans jusques à soixante, aux quatre parties du monde, à sçavoir : aux Indes Orientales, en Perse et Pégu, aux royaumes de Fez, de Maroc et de Guinée… le tout recueilli de ses mémoires par le sieur Coulon, Paris, libr. Gervais Clouzier, 1648, 136 p., sur gallica (lire en ligne).
- Les Vies, mœurs et actions des papes de Rome
  - [1651] Les Vies, mœurs et actions des papes de Rome… (Première partie), Paris, libr. Gervais Clouzier, 1651, 678 p., sur gallica (lire en ligne).
  - [1651] Les Vies, mœurs et actions des papes de Rome… (Deuxième partie), Paris, libr. Gervais Clouzier, 1651, 260 p., sur gallica (lire en ligne).
- [1654] Le fidèle conducteur pour les voyages de France, d'Angleterre, d'Allemagne et d'Espagne, Paris, libr. Gervais Clouzier, 1654, 239 p., sur gallica (lire en ligne).
- [1673] L'histoire et la vie des papes. Ou l'on voit tout ce qui s'est passé de plus remarquable dans l'Etat de l'Eglise, sous chaque pontife romain, depuis Saint Pierre Prince des Apôtres jusques à Clement X. tenant à present le Saint Siege. Le tout fidelement recuëilly des autheurs anciens & modernes. Nouvelle edition augmentée de la Vie des deux derniers pontifes & de la Prophetie de S. Malachie, Lyon, François Comba (réimpr. 1673, 1703, tome 2), 562 p., sur numelyo.bm-lyon.fr (lire en ligne).